# Babiná (Volovské vrchy)
Babiná (1 277,5 m n. m.) je rozložitý vrch ve Volovských vrších, který se nachází nad dolinou Hnilce. Je nejvyšším vrcholem v hřebeni ohraničujícím Slovenský ráj z jižní strany.
Výstup na tento vrchol je považován za namáhavý, orientačně náročný, odměnou je však krásný výhled po celém okolí. Na tento vrchol se dá dostat také hřebenovou túrou vedoucí jižním okrajem Slovenského ráje, vycházející ze sedla Sulov a končící na křižovatce cest na Dobšinském kopci.